# Laggartjärnen
Laggartjärnen är en sjö i Ludvika kommun i Dalarna och ingår i Dalälvens huvudavrinningsområde.